# Andrea Bogart
Andrea Bogart (Saint Charles, 1 de junio de 1977) es una actriz estadounidense, reconocida por su papel de Abby Haver en la popular serie General Hospital.

## Carrera
Bogart ha aparecido en episodios de Grounded for Life, CSI: NY y Ghost Whisperer. En 2008 apareció en un comercial de Taco Bell para su producto Bacon Club Chalupa. Entre octubre de 2010 y diciembre de 2011, Bogart interpretó a Abby Haver, la novia de Michael Corinthos en General Hospital. A comienzos de 2011 apareció en un comercial de AT&T. En 2014 Bogart fue incluida en el reparto regular de la serie de televisión Ray Donovan.

## Filmografía
| Año  | Título                      | Rol        | Notas |
| ---- | --------------------------- | ---------- | ----- |
| 2002 | The Master of Disguise      | Bailarina  |       |
| 2003 | Dark Wolf                   | Stacey     |       |
| 2004 | The Last Run                | Chloe      |       |
| 2006 | Greed                       | Ashley     |       |
| 2006 | Dark Ride                   | Jen        |       |
| 2008 | Bar Starz                   | Gabby      |       |
| 2008 | Something's Wrong in Kansas | Dominique  |       |
| 2008 | Nite Tales: The Movie       | Cindy      |       |
| 2009 | Ready or Not                | Kelly      |       |
| 2012 | Life's an Itch              | Jen Wright |       |
| 2013 | Side Effects                |            |       |
| 2013 | The Secret Lives of Dorks   | Jessica    |       |
| 2014 | Back in the Day             | Stephanie  |       |
| 2014 | Sister                      | Tracy      |       |
| 2015 | Wingman Inc.                | Dawn       |       |
| 2018 | The Neighborhood Watch.     | Sarah      |       |

| Año          | Título             | Rol                    | Notas                    |
| ------------ | ------------------ | ---------------------- | ------------------------ |
| 2001         | Grounded for Life  | Cheryl                 |                          |
| 2001         | Nikki              | Bailarina              |                          |
| 2002         | Off Centre         | Groupie                |                          |
| 2002         | Maybe It's Me      | Julie                  |                          |
| 2002         | Days of Our Lives  | Margo Harrison         | 2 episodios              |
| 2004         | Crossing Jordan    | Nicole Wheeler         |                          |
| 2006         | Out of Practice    | Elizabeth              |                          |
| 2006         | Monk               | Actress Playing Disher |                          |
| 2006         | CSI: NY            | Beth Larson            |                          |
| 2006         | Ghost Whisperer    | Linda Kaminsky         |                          |
| 2006         | My Boys            | Dani                   |                          |
| 2007         | Nip/Tuck           |                        |                          |
| 2008         | Eli Stone          | Carrie                 |                          |
| 2008         | Two and a Half Men | Gretchen               |                          |
| 2009         | The Mentalist      |                        |                          |
| 2010         | Greek              | Faith Flowers          |                          |
| 2010         | CSI: Miami         | Bridgette Clark        |                          |
| 2010         | Rizzoli & Isles    | Courtney Brown         |                          |
| 2010–2011    | General Hospital   | Abby Haver             | 111 episodios            |
| 2011         | Castle             | Callie Langston        |                          |
| 2012–2013    | The Flip Side      |                        | 3 episodios              |
| 2013         | NCIS               | Melissa Tourney        |                          |
| 2014         | Suburgatory        | Holly                  |                          |
| 2014         | Ray Donovan        | Megan Volchek          | 5 episodios              |
| 2015         | Stalker            | Laura Flemming         |                          |
| 2015         | The Odd Couple     | Olivia                 |                          |
| 2016         | Lucifer            | Corrina Huff           |                          |
| 2017         | The Wrong Neighbor | Heather                | Película para televisión |
| 2017-present | Zac and Mia        | Señora Phillips        |                          |